# Orativ
Orativ (în ucraineană Оратів) este orașul de reședință a raionului Orativ din regiunea Vinnița, Ucraina. În afara localității principale, nu cuprinde și alte sate.

## Demografie
Componența lingvistică a așezării de tip urban Orativ
     Ucraineană (98,87%)
     Rusă (1,13%)
Conform recensământului din 2001, majoritatea populației așezării de tip urban Orativ era vorbitoare de ucraineană (98,87%), existând în minoritate și vorbitori de rusă (1,13%). Orașul este situat la o distanță de 90 km de orașul Vinița.